# Luisa Elena Contreras Mattera
Luisa Elena Contreras Mattera (Queniquea, Táchira, 2 de diciembre de 1922-27 de septiembre de 2006) fue una pilota de aviación venozolana.

## Biografía
Hija de Custodio Contreras y Rosa Mattera (italiana, nacida cerca de Nápoles), de cuyo matrimonio nació Luisa Elena y siete hermanos: Domingo, Elías, Miguelacho, Olga, Marita, Auxiliadora, y Mercedes.

### Estudios
Estudió en la Escuela de Aviación Miguel Rodríguez, impulsada por su hermano Elías Contreras, quién fue piloto perteneciente a la aviación militar y pionero de la aviación en Venezuela, a la edad de 21 años ya era instructor de vuelo, y el cual muere trágicamente en accidente aéreo, lo cual la llevó a ser una de las primeras mujeres en obtener la licencia de piloto civil y acrobática, graduada en el país, el 1 de julio de 1943. Previamente, ya se habían graduado dos venezolanas como piloto Ana Branger y Marie Calcaño quien obtuvo su licencia en Estados Unidos.
Durante sus estudios, aproximadamente a los 20 años, sufrió un accidente en Palo Negro, Aragua, quedando 3 días en coma y 3 meses en el hospital, con polifracturas en todo el cuerpo; se recuperó y terminó de graduarse, nada fácil por cierto, por la condición de mujer, teniendo en cuenta que en los inicios de la escuela M. Rodríguez, los instructores eran militares de la aviación venezolana.
También fue la primera mujer que voló sola en el país, recibió dos distinciones muy especiales de parte de la Fuerza Aérea Venezolana.